# チェルムスフォード子爵
チェルムスフォード子爵（英: Viscount Chelmsford [ˈtʃelmzfəd]）は、イギリスの子爵位。連合王国貴族。チェルムスフォードの他、チェルムスファドと表記されることもある。
1858年創設のチェルムスフォード男爵位を前身とし、第3代チェルムスフォード男爵フレデリック・セシジャーが1921年に叙されたのに始まる。

## 歴史

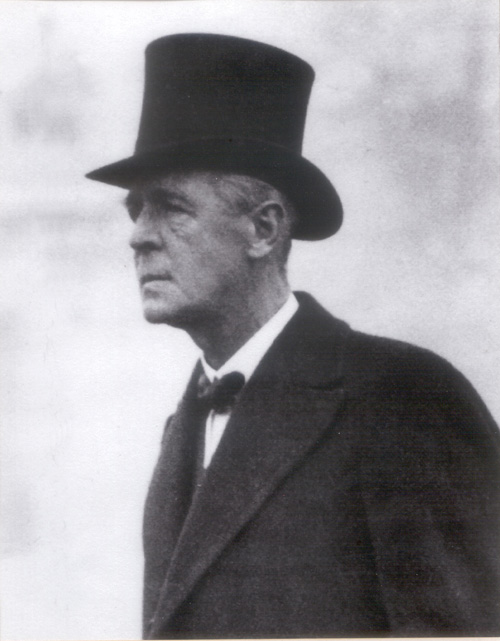
インド総督を務めた初代チェルムスフォード子爵フレデリック・セシジャー

法律家で保守党の庶民院議員だったフレデリック・セシジャー(1794–1878)は、3度のダービー伯爵エドワード・スミス＝スタンリー内閣で法務総裁(在職1845-1846、1852)や大法官(在職1858-1859、1866-1868)を務めた。当時大法官は貴族院議長を兼ねていたため、最初の大法官就任の際の1858年3月1日にエセックス州におけるチェルムスフォードのチェルムスフォード男爵(Baron Chelmsford, of Chelmsford in the County of Essex)に叙せられた。
その息子の第2代チェルムスフォード男爵フレデリック・セシジャー(1827–1905)は、陸軍軍人となり、1879年に大英帝国植民地南アフリカでズールー戦争の指揮を執り、ズールー王国を征服したことで知られる。
その息子の第3代チェルムスフォード男爵フレデリック・セシジャー(1868–1933)が初代チェルムスフォード子爵に叙される人物である。彼は1916年から1921年にかけてインド総督を務めたが、過酷な強圧統治を行ったため、インド人の民心をイギリス支配から離反させた。しかし総督を務めた功績により、帰国後の1921年6月3日にはエセックス州におけるチェルムスフォードのチェルムスフォード子爵 (Viscount Chelmsford, of Chelmsford in the County of Essex)に叙せられた。これがチェルムスフォード子爵家の創始となる。
現在の当主は初代子爵の曾孫にあたる第4代チェルムスフォード子爵フレデリック・セシジャー(1962-)である。

## 現当主の保有爵位
現当主の第4代チェルムスフォード子爵フレデリック・セシジャーは以下の爵位を保有している。
- エセックス州におけるチェルムスフォードの第4代チェルムスフォード子爵 (4th Viscount Chelmsford, of Chelmsford in the County of Essex)

(1921年6月3日の勅許状による連合王国貴族爵位)
- エセックス州におけるチェルムスフォードの第6代チェルムスフォード男爵 (6th Baron Chelmsford, of Chelmsford in the County of Essex)

(1858年3月1日の勅許状による連合王国貴族爵位)

## 一覧

### チェルムスフォード男爵 (1858年)
- 初代チェルムスフォード男爵フレデリック・セシジャー（英語版） (1794–1878)
- 2代チェルムスフォード男爵フレデリック・オーガスタス・セシジャー (1827–1905)
- 3代チェルムスフォード男爵フレデリック・ジョン・ネイピア・セシジャー (1868–1933)
  - 1921年にチェルムスフォード子爵に叙される

### チェルムスフォード子爵 (1921年)
- 初代チェルムスフォード子爵フレデリック・ジョン・ネイピア・セシジャー (1868–1933)
- 2代チェルムスフォード子爵アンドリュー・チャールズ・ジェラルド・セシジャー (1903–1970)
- 3代チェルムスフォード子爵フレデリック・ジャン・セシジャー (1931–1999)
- 4代チェルムスフォード子爵フレデリック・コリン・ピアーズ・セシジャー (1962-)
  - 法定推定相続人は現当主の息子フレデリック・セシジャー閣下(2006-)